# Marco Parolo
Marco Parolo (25 de gener de 1985) és un exjugador de futbol italià que jugava com a migcampista. El seu darrer equip fou la Lazio; va ser internacional amb la selecció de futbol d'Itàlia.

## Palmarès
SS Lazio
- 1 Copa italiana: 2018-19.
- 1 Supercopa italiana: 2017.